# Gaillardia
 Gaillardia   Foug., 1786 è un genere di piante angiosperme dicotiledoni della famiglia delle Asteraceae, sottofamiglia Asteroideae, tribù Helenieae e sottotribù Gaillardiinae.

## Etimologia
Il nome del genere è stato dato in onore di M. Gaillard de Charentonneau, un magistrato francese del XVIII secolo, patrono della botanica.
Il nome scientifico del genere è stato definito dal botanico Auguste Denis Fougeroux de Bondaroy (1732-1789) nella pubblicazione " Observations sur la Physique, sur L'Histoire Naturelle et sur les Arts." ( Observ. Phys. 29: 55) del 1786.

## Descrizione

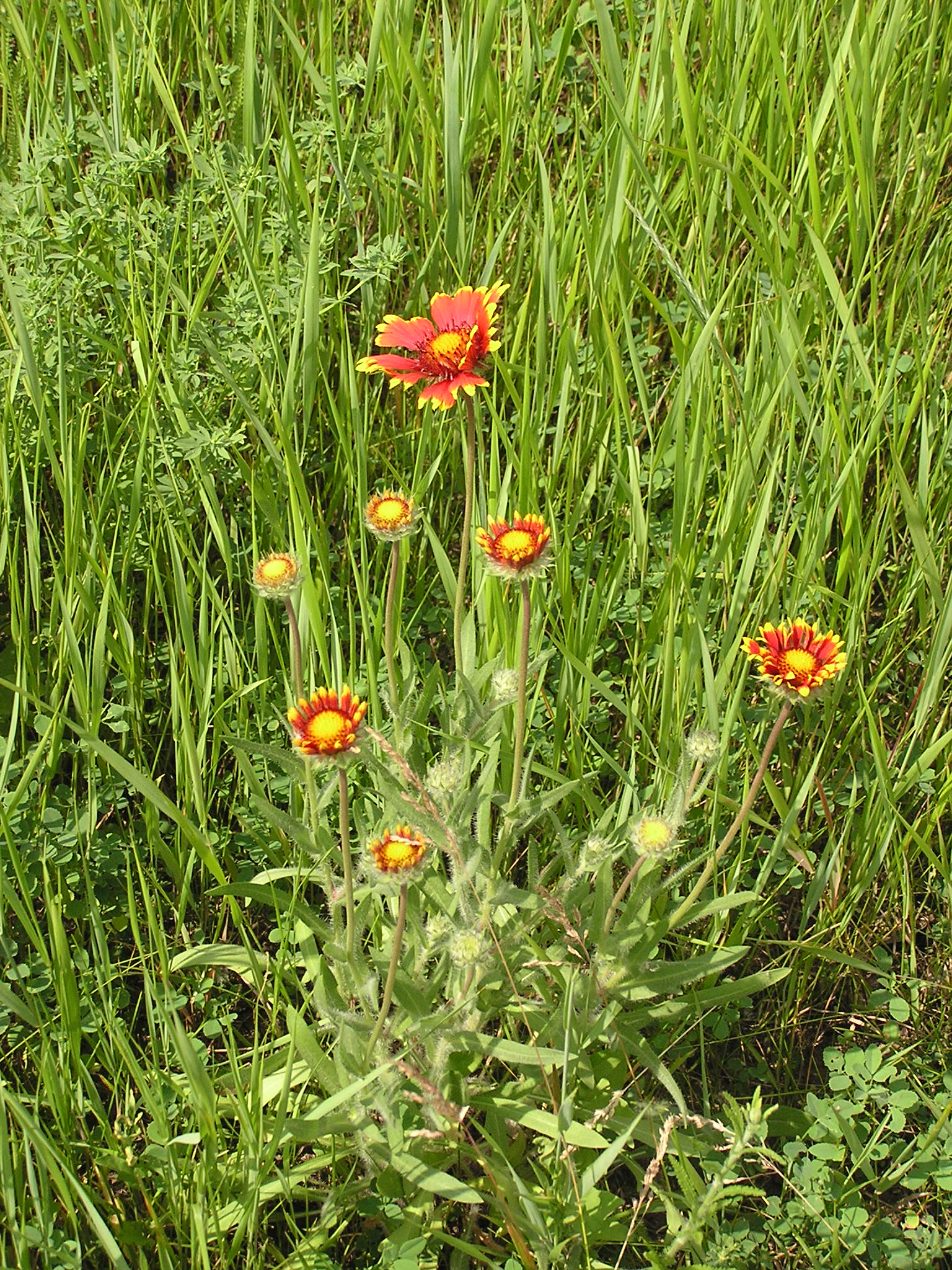
Il portamento
Gaillardia aristata

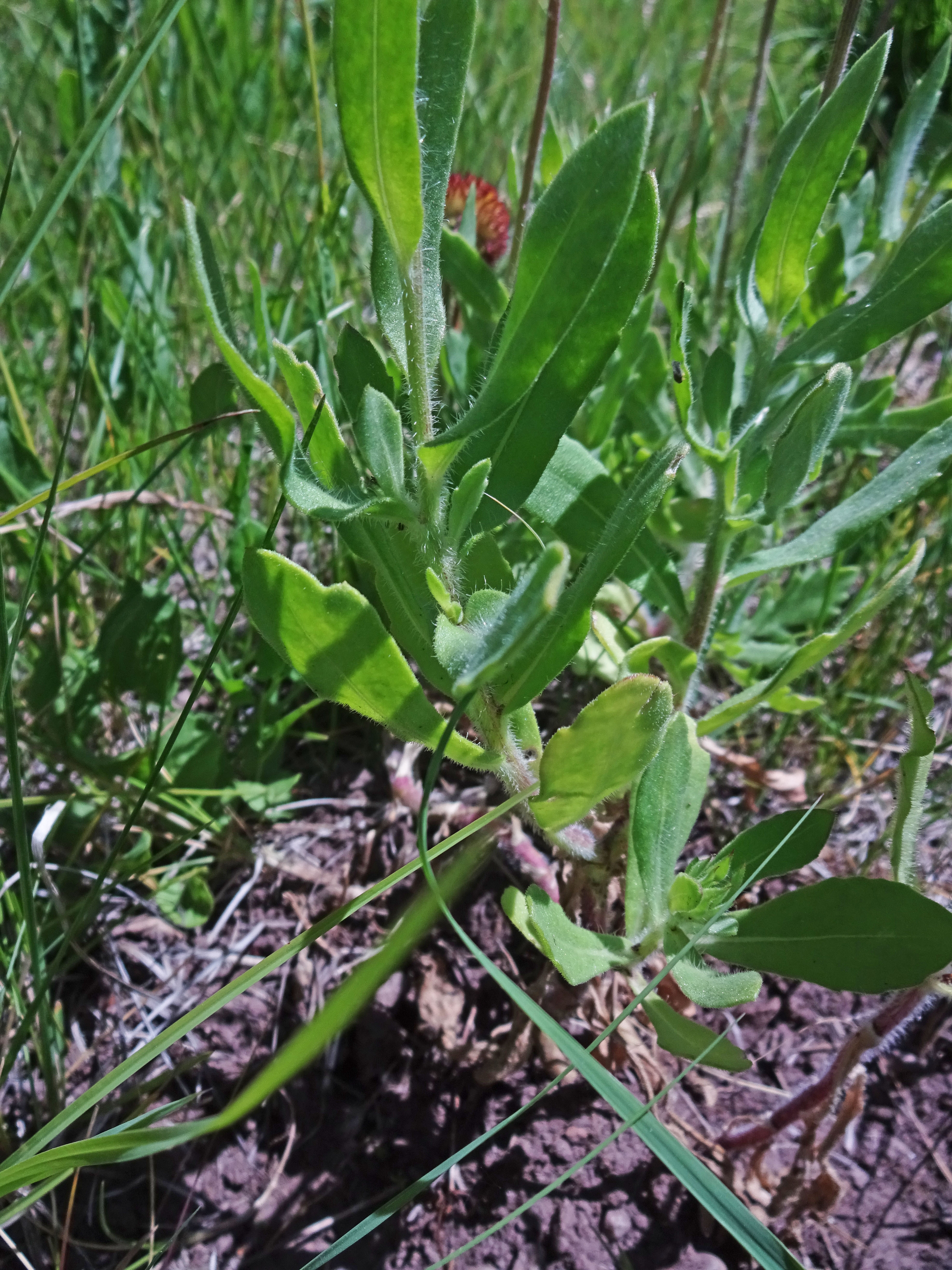
Le foglie
Gaillardia pulchella

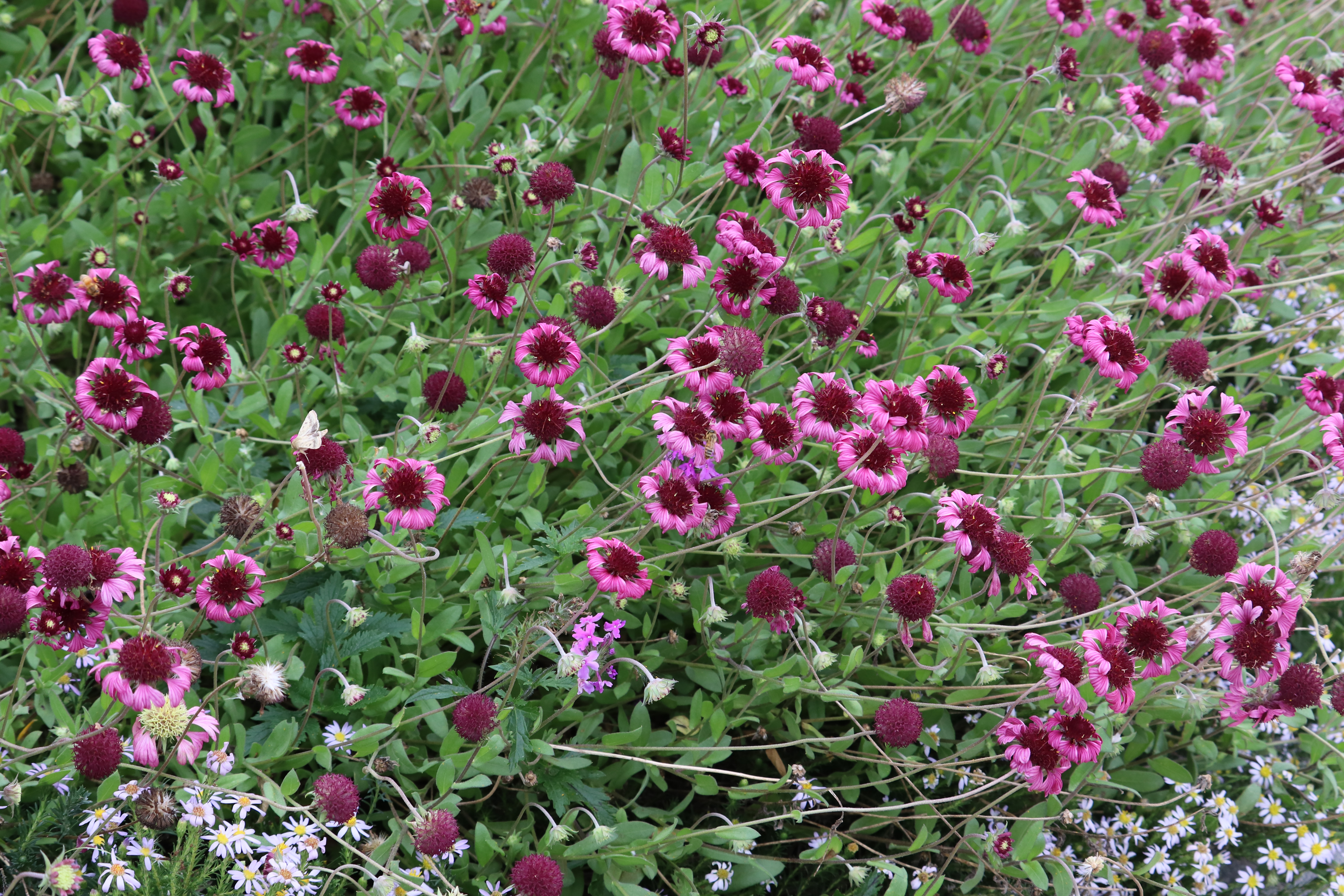
Infiorescenza
Gaillardia aestivalis

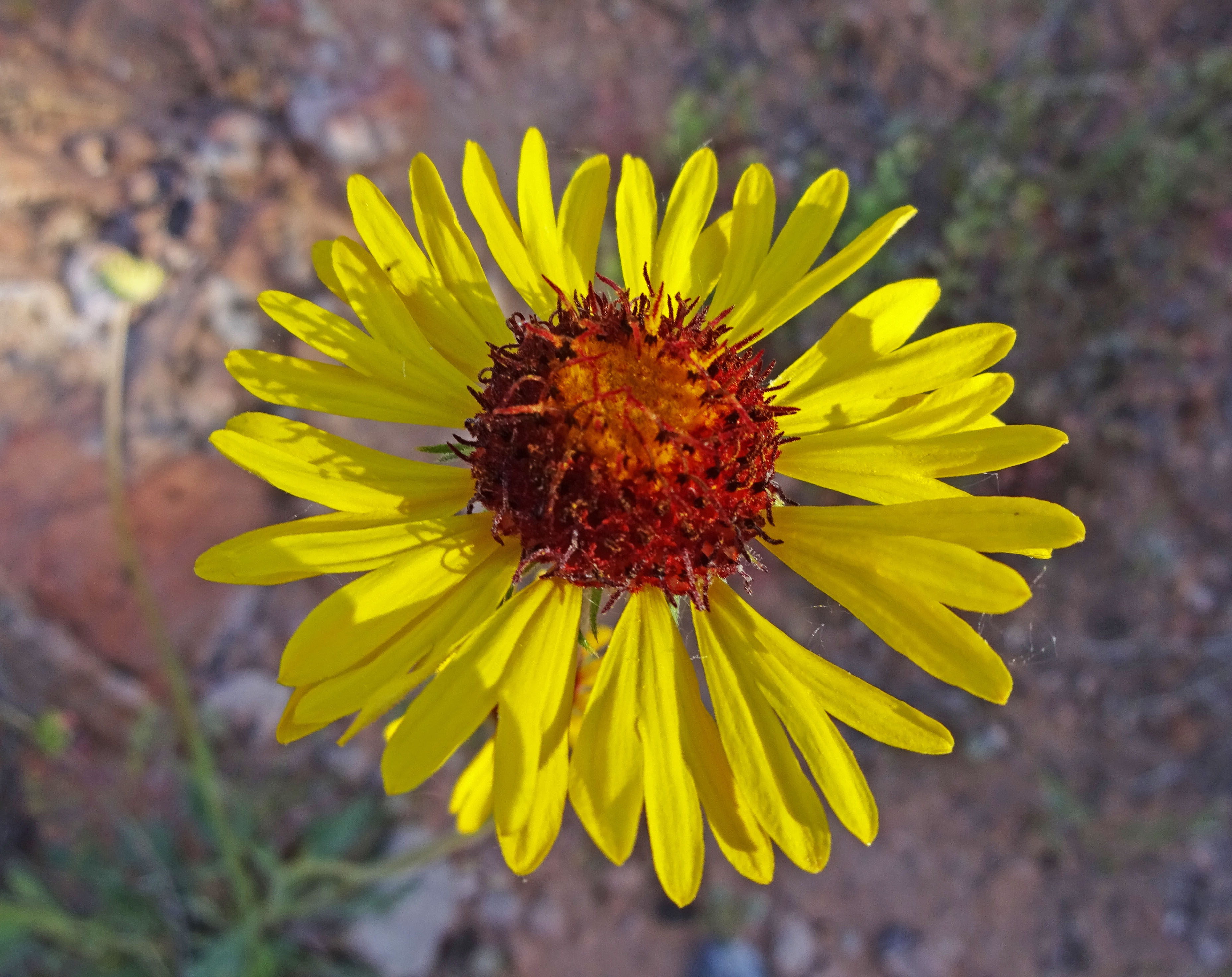
I fiori
Gaillardia pinnatifida

Portamento. Le specie di questo genere hanno un habitus erbaceo, qualche volta cespitoso; la parte sotterranea del fusto generalmente è un rizoma. I cicli biologici sono annuali o perenni. Alcune specie sono aromatiche.
Fusto. La parte aerea in genere è eretta e filiforme (di altezza variabile tra i 10 e gli 80 cm). I fusti sono generalmente ramificati. 
Foglie. Le foglie lungo il caule sono disposte in modo alterno, picciolate o sessili; talvolta si formano delle rosette basali. La lamina varia da intera a pennatifida con forme lineari, ellittiche, lanceolate o ovate. I bordi possono essere dentati e la superficie pubescente. Alcune specie hanno le foglie semi-succulente.
Infiorescenza. Le infiorescenze sono formate da capolini lungamente peduncolati con forme radiate o discoidi; sono scaposi e solitari. Le infiorescenze vere e proprie sono formate da un capolino, normalmente con fiori eterogami, composto da un involucro, con forme emisferiche, formato da diverse brattee, al cui interno un ricettacolo fa da base ai fiori di due tipi: raggio e disco. Le brattee, da 12 a 40, con forme da lineari a lanceolate a triangolari, a consistenza erbacea o cartacea, con dimensioni più o meno uguali oppure graduate con differenti lunghezze (disposizione embricata) si trovano su 2-3 serie. Il ricettacolo varia da convesso a emisferico; normalmente è privo di pagliette a protezione della base dei fiori (raramente ne è provvisto); la base talvolta è alveolata e densamente setosa. Diametro capolino: 9-20 cm.
Fiori.  I fiori sono tetra-ciclici (formati cioè da 4 verticilli: calice – corolla – androceo – gineceo) e pentameri (calice e corolla formati da 5 elementi). Si distinguono in:
- fiori del raggio (esterni): (da 5 a 15; raramente 0) sono neutri (senza organi riproduttivi), raramente fertili; sono disposti su una o più serie; la forma è ligulata (fiori zigomorfi);
- fiori del disco: (da 20 a 100) sono ermafroditi con forme tubolari (fiori attinomorfi.

- Formula fiorale:

*/x K {\displaystyle \infty }, [C (5), A (5)], G 2 (infero), achenio 
- Calice: i sepali del calice sono ridotti ad una coroncina di squame.

- Corolla: i fiori presentano sempre colorazioni brillanti, con uno o due colori e tonalità che spaziano dal giallo al camoscio, dal rosso al marrone;

- fiori del raggio: la forma della corolla alla base è più o meno tubulosa-imbutiforme, mentre all'apice è ligulata; la ligula può terminare con 3 lobi;
- fiori del disco: la forma è tubulare bruscamente divaricata in 5 lobi; i lobi, patenti o eretti, hanno una forma deltata o più o meno lanceolata.

- Androceo: l'androceo è formato da 5 stami sorretti da filamenti generalmente liberi; gli stami sono connati e formano un manicotto circondante lo stilo. Le antere hanno delle code e le appendici variano da strettamente ovate a ovate; le cellule delle appendici sono per lo più sclerificate. Il tessuto endoteciale, rivestimento interno dell'antera, è quasi sempre polarizzato con due superfici distinte: una verso l'esterno e una verso l'interno. Il polline è sferico con un diametro medio di circa 25 micron;  è tricolporato con tre aperture sia di tipo a fessura che tipo isodiametrica o poro ed è echinato con punte sporgenti e divergenti.

- Gineceo: l'ovario è infero uniloculare formato da 2 carpelli. Lo stilo, il recettore del polline, è profondamente bifido con due stigmi divergenti e con le linee stigmatiche marginali separate e parallele. I due bracci dello stilo hanno una forma da lanceolata a deltoide e possono essere papillosi o ricoperti da ciuffi di peli.

- Antesi: la fioritura avviene in estate.

Frutti. I frutti sono degli acheni con pappo. La forma varia da ob-piramidale a ob-conica a 4 angoli. La superficie è percorsa da coste longitudinali ed è glabra o sericea. Il pappo è formato da 6-12 corte setole tipo squame a forma ovata, acuminata, aristata o raramente lineare. Lunghezza degli acheni: 1-1,5 mm.

## Biologia
Impollinazione: l'impollinazione avviene tramite insetti (impollinazione entomogama tramite farfalle diurne e notturne). Le Gaillardia sono una fonte di cibo per le larve di alcune specie di lepidotteri tra cui Schinia bina, Schinia masoni (che si nutre esclusivamente di G. aristata) e Schinia volupia (che si nutre esclusivamente di G. pulchella).

Riproduzione: la fecondazione avviene fondamentalmente tramite l'impollinazione dei fiori (vedi sopra).

Dispersione: i semi (gli acheni) cadendo a terra sono successivamente dispersi soprattutto da insetti tipo formiche (disseminazione mirmecoria). In questo tipo di piante avviene anche un altro tipo di dispersione: zoocoria. Infatti gli uncini delle brattee dell'involucro (se presenti) si agganciano ai peli degli animali di passaggio disperdendo così anche su lunghe distanze i semi della pianta. Inoltre per merito del pappo (se presente) il vento può trasportare i semi anche a distanza di alcuni chilometri (disseminazione anemocora).

## Distribuzione e habitat
Le specie di questo genere sono distribuite nelle zone temperate dell'America. Altrove (resto del mondo) sono introdotte. Il genere è nativo dell'America settentrionale, ma comprendente anche alcune specie endemiche dell'Argentina. Le Gaillardia sono piante erbacee xerofite. Prediligono un clima arido e secco e sono diffuse prevalentemente nelle aree desertiche nordamericane, ma essendo piante resistenti sono capaci di adattarsi ad un'ampia varietà di climi; gli habitat tipici sono spazi aperti, talora parzialmente alberati, con suoli calcarei a tessitura sabbiosa o sabbioso-argillosa; alcune specie, come G. aristata, sono presenti anche come piante litoranee per la loro capacità di colonizzare le dune costiere.

## Sistematica
La famiglia di appartenenza di questa voce (Asteraceae o Compositae, nomen conservandum) probabilmente originaria del Sud America, è la più numerosa del mondo vegetale, comprende oltre 23.000 specie distribuite su 1.535 generi, oppure 22.750 specie e 1.530 generi secondo altre fonti (una delle checklist più aggiornata elenca fino a 1.679 generi). La famiglia attualmente (2021) è divisa in 16 sottofamiglie; la sottofamiglia Asteroideae è una di queste e rappresenta l'evoluzione più recente di tutta la famiglia.

### Filogenesi
Il gruppo di questa voce è descritto nella sottotribù Gaillardiinae caratterizzata da ampie brattee riflesse dell'involucro e dalla presenza di un ricettacolo spesso spinoso vicino ai margini delle pagliette.
Nell'ambito della sottotribù Gaillardia si trova nel "core" delle Gaillardiinae e insieme al genere Balduina forma un "gruppo fratello".
I caratteri distintivi del genere sono:
- sia le appendici delle antere che i bracci dello stilo sono privi di ghiandole;
- il pappo è formato setole o da scaglie con nervatura centrale estesa fino alla punta.

Il numero cromosomico delle specie di questa voce è: 2n = 18, 30, 34 e 38.

### Elenco delle specie
Questo genere ha 21 specie:
- Gaillardia aestivalis (Walter) H.Rock
- Gaillardia amblyodon  J.Gay
- Gaillardia aristata  Pursh
- Gaillardia arizonica  A.Gray
- Gaillardia cabrerae  Covas
- Gaillardia candelaria  B.L.Turner
- Gaillardia coahuilensis  B.L.Turner
- Gaillardia comosa  A.Gray
- Gaillardia gypsophila  B.L.Turner
- Gaillardia henricksonii  B.L.Turner
- Gaillardia megapotamica  Baker
- Gaillardia mexicana  A.Gray
- Gaillardia multiceps  Greene
- Gaillardia parryi  Greene
- Gaillardia pinnatifida  Torr.
- Gaillardia powellii  B.L.Turner
- Gaillardia pulchella  Foug.
- Gaillardia spathulata  A.Gray
- Gaillardia suavis  (A.Gray & Engelm.) E.Hall
- Gaillardia tontalensis  Hieron.
- Gaillardia turneri  Averett & A.M.Powell

### Varietà
Sono elencate oltre 200 tipi di piante tra sottospecie, varietà e cultivar.
Varietà nordamericane:
- G. aestivalis
  - Gaillardia aestivalis var. aestivalis
  - Gaillardia aestivalis var. flavovirens
  - Gaillardia aestivalis var. winkleri
- G. arizonica
  - Gaillardia arizonica var. arizonica
  - Gaillardia arizonica var. pringlei
- Gaillardia x grandiflora (ibrido G. aristata ×  G. pulchella)
- G. multiceps
  - Gaillardia multiceps var. microcephala
  - Gaillardia multiceps var. multiceps
- G. pinnatifida
  - Gaillardia pinnatifida var. linearis
  - Gaillardia pinnatifida var. pinnatifida
- G. pulchella
  - Gaillardia pulchella var. australis
  - Gaillardia pulchella var. picta
  - Gaillardia pulchella var. pulchella

Specie e varietà argentine:
- G. cabrerae (endemica del parco nazionale di Lihué Calel)
- G. megapotamica
  - Gaillardia megapotamica var. radiata (endemica di San Luis)
  - Gaillardia megapotamica var. scabiosoides
- G. tontalensis (endemica della provincia di San Juan)

### Sinonimi
Sono elencati alcuni sinonimi per questa entità:
- Agassizia A.Gray & Engelm.
- Calonnea  Buc'hoz
- Cercostylos  Less.
- Galordia  Raeusch.
- Guentheria  Spreng.
- Polatherus  Raf.
- Virgilia  L'Hér.

### Specie spontanee italiane
Elenco delle specie presenti in Italia:
- Gaillardia aristata  Pursh - Gagliarda perenne: l'altezza massima della pianta è di 20 - 80 cm; il ciclo biologico è perenne; la forma biologica è emicriptofita scaposa (H scap); il tipo corologico è  Nord Americano; in Italia è una specie rara (specie ornamentale e coltivata sporadicamente subspontanea).

- Gaillardia pulchella  Foug. l'altezza massima della pianta è di 20 - 60 cm; il ciclo biologico è annuo; la forma biologica è terofita scaposa (T scap); il tipo corologico è  Nord Americano; in Italia è una specie rara (specie ornamentale e coltivata sporadicamente subspontanea).

Chiave per le specie
- Gaillardia aristata: il ciclo biologico è perenne; le foglie basali e cauline sono sempre presenti; il ricettacolo è di 3-6 mm; le brattee dell'involucro sono 20-40; i fiori sono 12-18.

- Gaillardia pulchella: il ciclo biologico è annuo; le foglie sono tutte cauline; il ricettacolo è di 0,3-3 mm; le brattee dell'involucro sono 8-14; i fiori sono 40-100.

## Coltivazione
Varie specie di Gaillardia sono estensivamente coltivate, in tutto il mondo, come piante ornamentali. A partire dalle due dozzine di specie e varietà che costituiscono il genere sono state selezionate, nel tempo, oltre un centinaio di cultivar.

## Galleria d'immagini

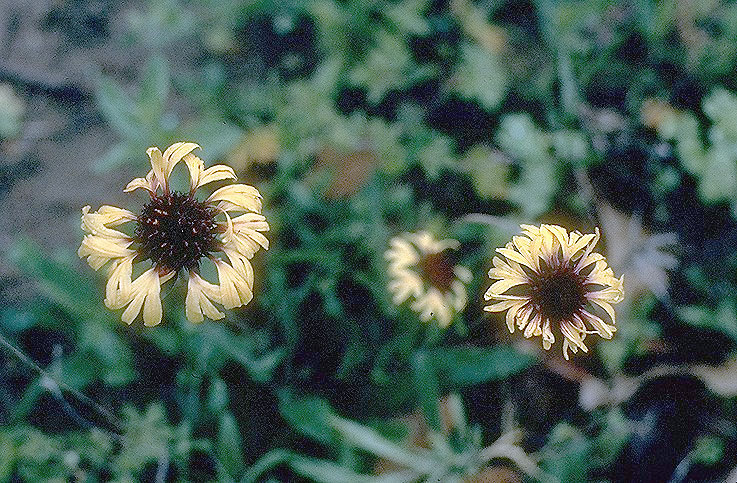
Gaillardia aestivalis
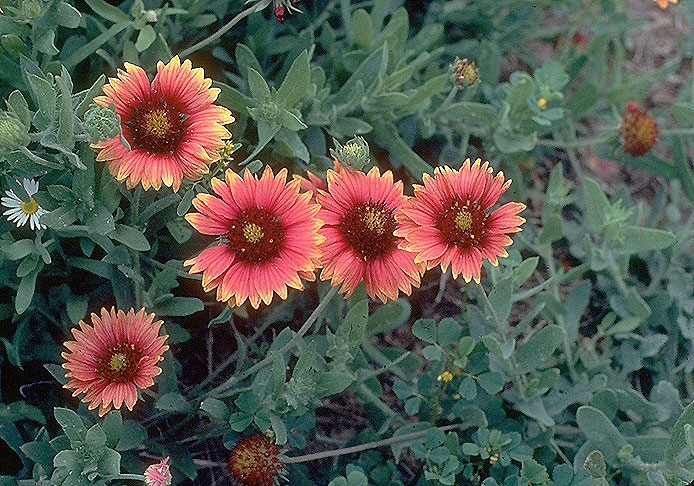
Gaillardia pulchella
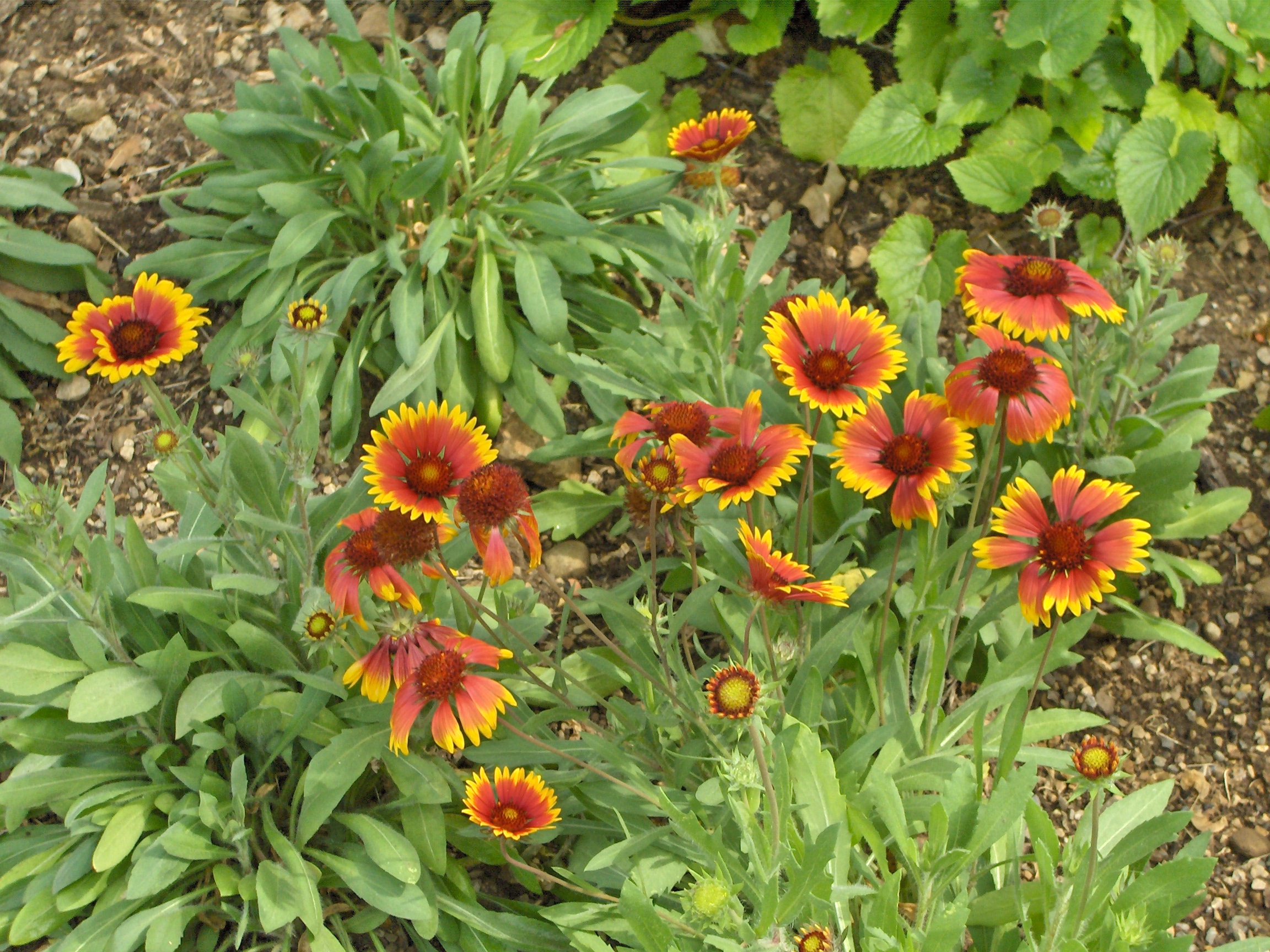
Gaillardia x hybrida cv. Kobold
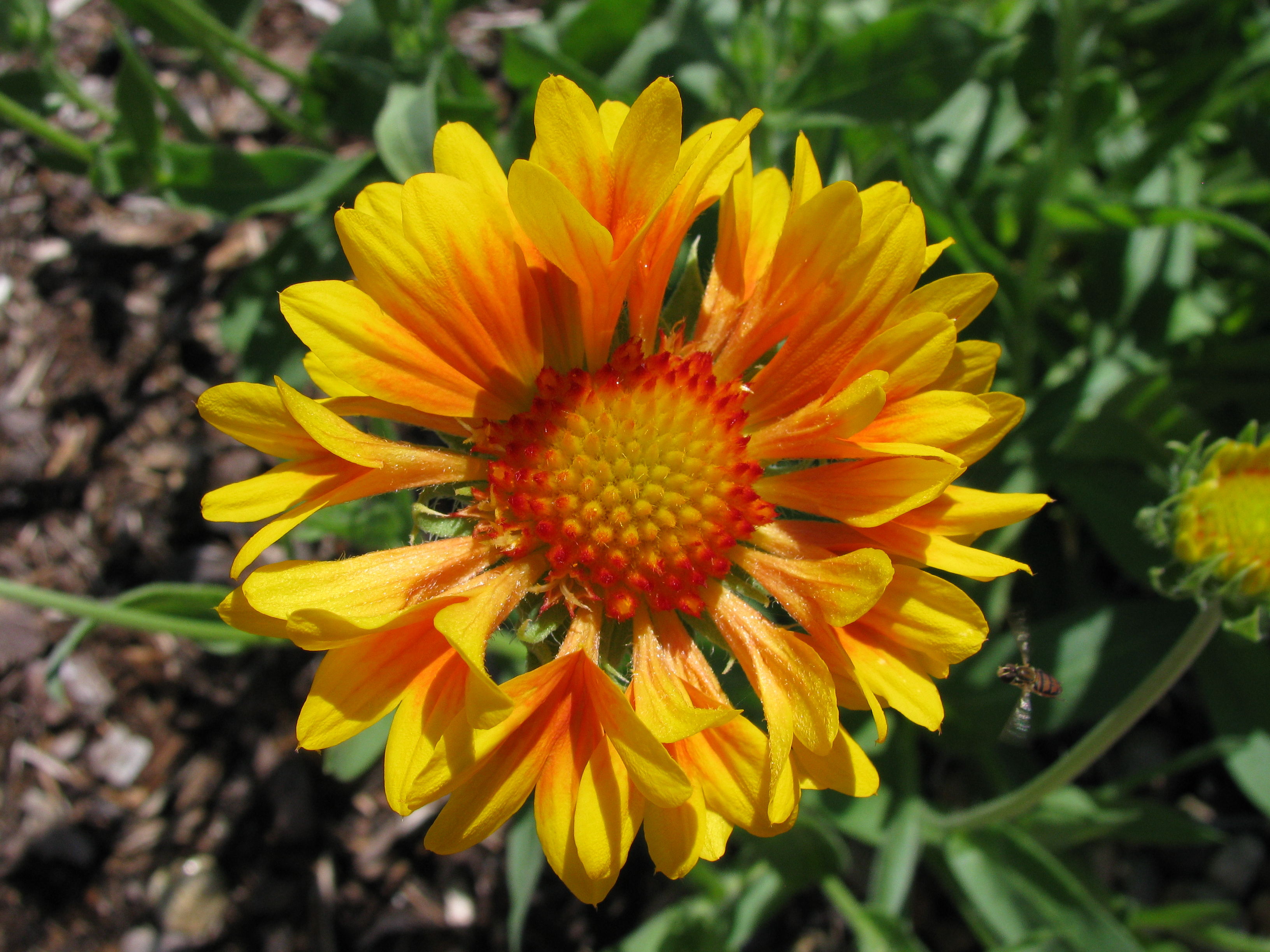
Gaillardia x grandiflora cv. Oranges and Lemons

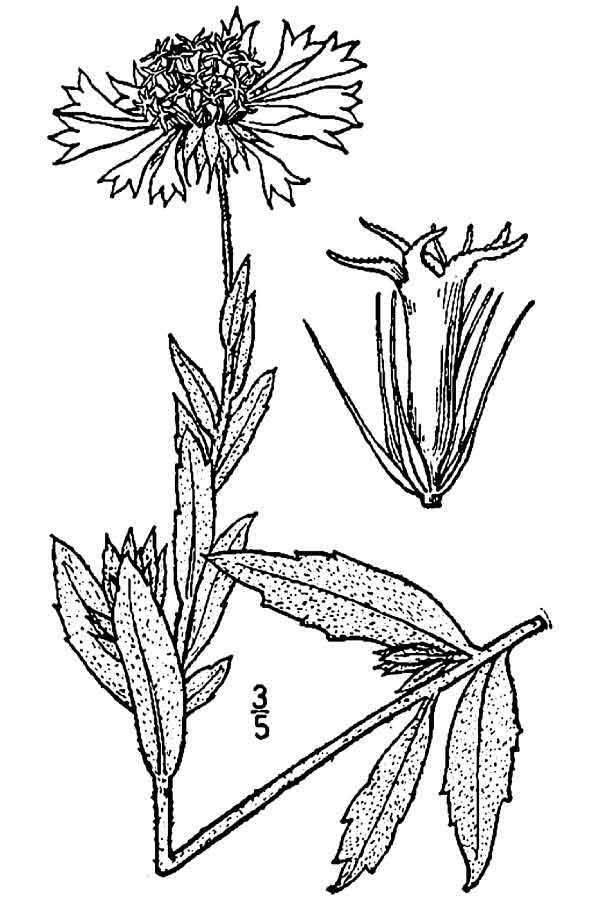
Gaillardia aestivalis var. flavovirens
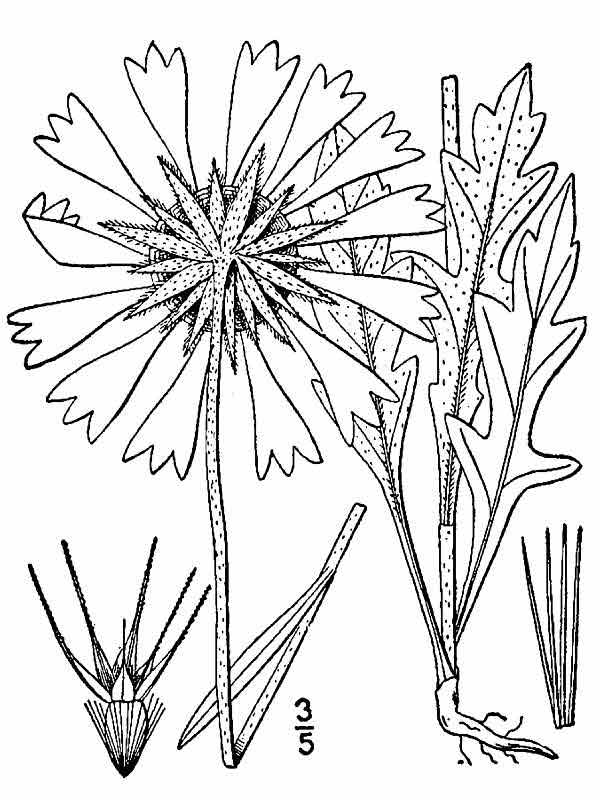
Gaillardia aristata
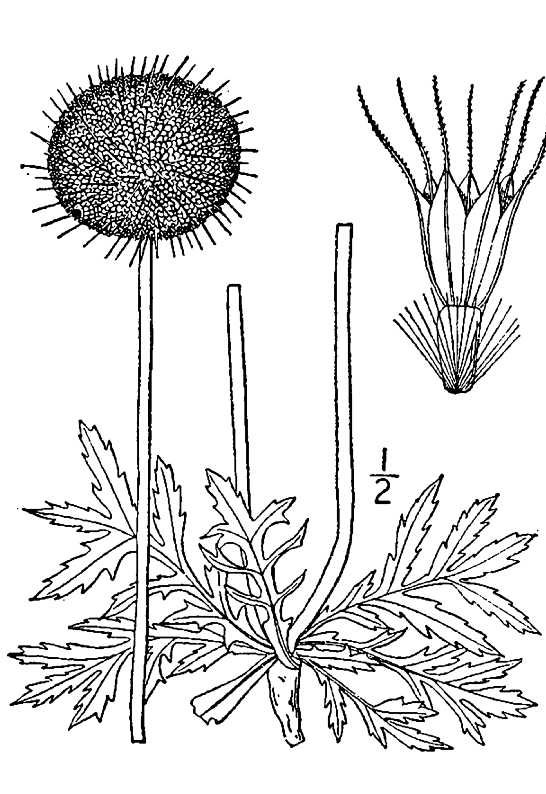
Gaillardia suavis
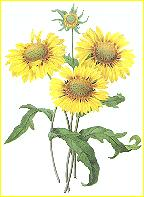
Gaillardia pinnatifida